# Bassareus detritus
Bassareus detritus är en skalbaggsart som först beskrevs av Olivier 1808.  Bassareus detritus ingår i släktet Bassareus och familjen bladbaggar. Inga underarter finns listade i Catalogue of Life.